# Kreuz Hannover/Kirchhorst
Kreuz Hannover/Kirchhorst is een knooppunt in de Duitse deelstaat Nedersaksen. Het ligt bij Kirchhorst in de gemeente Isernhagen.
Op dit  kruist de A37 Burgdorf-Dreieck Hannover-Süd de A7 Flensburg-Füssen.

## Richtingen knooppunt
| Aansluitende wegen                | Aansluitende wegen | Aansluitende wegen | Aansluitende wegen | Aansluitende wegen                                |
| --------------------------------- | ------------------ | ------------------ | ------------------ | ------------------------------------------------- |
| richting Hamburg / Bremen         |                    |                    |                    | richting Burgdorf / Celle                         |
|                                   |                    |                    |                    |                                                   |
|                                   |                    |                    |                    |                                                   |
|                                   |                    |                    |                    |                                                   |
| richting Hannover / Dortmund (A2) |                    |                    |                    | richting Kreuz Hannover-Ost Kassel / Berlijn (A2) |